# UniMaker
UniMaker anteriomente chamado de "Super Mario Unimaker" é uma ferramenta não oficial de criação de níveis baseado em vários jogos da série Super Mario lançada em 3 de abril de 2016 pelo desenvolvedor Mario Silva conhecido como "Ninstar" usando o motor Gamer Maker Studio, sendo amplamente inspirado no funcionamento de Super Mario Maker (Wii U).

## Jogabilidade
Unimaker possui a mesma premissa do jogo original, permitindo o compartilhamento de níveis customizados baseados em jogos 2D da série Super Mario, também permitindo modificações da aparência dos níveis entre usuários.

## Desenvolvimento
- Beta 1.0 e 1.1

UniMaker foi originalmente projetado para ser uma ferramenta de desenvolvimento para uma adaptação não oficial do jogo Super Mario 3D World (Wii U) em 2D (Projeto de nome 2D World que mais tarde foi renomeado como 2D Universe), o primeiro protótipo da ferramenta foi desenvolvido em agosto de 2015.
A ferramenta de criação de níveis teve seu primeiro lançamento de beta demonstrativa (1.0) realizado em março de 2016, esse primeiro lançamento teve uma grande recepção positiva em comparação com lançamento original da primeira demonstração do 2D Universe realizado em maio de 2015.
Em junho do mesmo ano a segunda versão demonstrativa do jogo foi anunciada (1.1) com diversos novos recursos e elementos de criação, porem a publicação dessa nova versão foi adiado diversas vezes por complicações no desenvolvimento.
No inicio 2017 após vários adiamentos do lançamento da versão 1.1, foi publicada uma 'tech demo' fechada ao grupo do jogo, havia diversos novos recursos como antes anunciado porem uma grande instabilidade no funcionamento comparado a versão anterior, o que levou ao desenvolvedor a remover a função de compartilhamento de níveis nesta versão, dessa maneira usuários ainda eram limitados a usar a versão 1.0 para compartilhar suas criações.
- Beta 1.S e atual estado de desenvolvimento

Em janeiro de 2018 foi anunciado abertamente o desenvolvimento de uma nova beta, sendo esta nova versão diretamente programada do código fonte original da versão 1.0 (tornando-se um ramo independente da versão 1.1) com melhorias de estabilidades, compatibilidade de níveis e a introdução de customização de 'assets' como cenários, temas, efeitos e músicas. O título "1.S" deriva de "Special"
1.S teve sua publicação inicial realizada em janeiro de 2019, durante o seu desenvolvimento foi iniciado também a criação da versão "definitiva" da ferramenta atualmente conhecida como "UniMaker DX", o ramo da versão 1.1 foi descontinuado.
No dia 12 de junho de 2019, o notebook do criador do jogo foi alvo de furto, pausando o desenvolvimento do fangame por um tempo indeterminado, porém o criador do jogo conseguiu recuperá-lo e o desenvolvimento foi retomado.
Em 12 de outubro de 2019, o Jogo foi relançado na Itch.io e seu codigo fonte disponibilizado no Github sob a licença BSD após o cancelamento de 2D Universe.